# Mimomyromeus
Mimomyromeus es un género de escarabajos longicornios de la tribu Acanthocinini que contiene una sola especie, Mimomyromeus celebensis. La especie fue descrita por Breuning en 1978.
Se distribuye por Célebes. Mide aproximadamente 8 milímetros de longitud.